# Бискупова
Бискупова (слч. Biskupová) насељено је мјесто са административним статусом сеоске општине (слч. obec) у округу Топољчани, у Њитранском крају, Словачка Република.

## Становништво
| Година:    | 1994. | 2004.    | 2014.   | 2024.   |
| ---------- | ----- | -------- | ------- | ------- |
| Број људи: | 197   | 242      | 246     | 241     |
| Разлика:   |       | +22,84 % | +1,65 % | -2,03 % |

| Година:    | 2023. | 2024.   |
| ---------- | ----- | ------- |
| Број људи: | 246   | 241     |
| Разлика:   |       | -2,03 % |

Према подацима о броју становника из 2011. године насеље је имало 223 становника.